# Keromar
Keromar is een Vlaamse televisieserie uit 1971. De serie werd geregisseerd door Senne Rouffaer en Bert Struys.
De serie werd destijds uitgezonden en heruitgezonden bij de BRT.
Scenarist Louis De Groof, die ook de jeugdseries Kapitein Zeppos en Axel Nort schreef, baseerde zich voor Keromar op de cultuur van de hippies en de sfeer van de trilogie In de ban van de ring van Tolkien.

## Verhaal
De Kerten wonen in vrede en harmonie bij de Keromarheuvel in de landstreek Neropal.
Maar hun land en hun manier van leven worden bedreigd door de Bolten en hun leider Odo. Die wil heel Neropal onderwerpen en heeft al een andere stam, de Kobanen, bijna volledig uitgeroeid. Timbal, de hoofdfiguur, komt terug van een reis en vindt Keromar bezet door de Bolten. Goerki, een van de overlevende Kobanen, kan hem de Worban bezorgen, een pijl die nooit zijn doel mist. Daarmee behalen ze een overwinning op de Bolten en kunnen ze hen tijdelijk terugdringen. De Kerten moeten dringend op zoek naar Finroen, de metaallegering die de Worban zijn bijzondere kracht verleent. Timbal, Goerki en Assam vatten de tocht aan naar de Maanvallei, waar Hemelsteen te vinden is, een van de elementen om Finroen te smeden. De tocht is gevaarlijk en na verloop van tijd krijgen ze hulp van Rinda, die eerder al vanuit Keromar de strijd tegen de Bolten was aangegaan. De Kerten slagen er uiteindelijk in Hemelsteen en daarmee Finroen te verkrijgen, en kunnen daarmee de inmiddels verdeelde Bolten zonder te veel bloedvergieten stoppen.

## Rolverdeling
| Acteur              | Personage             |
| ------------------- | --------------------- |
| Mike Verdrengh      | Timbal                |
| Annelies Vaes       | Ismel                 |
| Senne Rouffaer      | Goerki                |
| Ann Petersen        | Gwin, de witte vrouw  |
| Jan Pauwels         | Assam                 |
| Nand Buyl           | Kelpie                |
| Jan Decleir         | Odo                   |
| Rik Andries         | Ostrik                |
| Janine Bischops     | Rinda                 |
| Ronny Waterschoot   | Obigal                |
| Marc Bober          | Wallimir de Wandelaar |
| Jeanine Schevernels | Toela de Noetin       |
| Alex Wilequet       | Alverik               |
| Gerda Marchand      | Orna                  |
| John Geentjes       | Breas                 |
| Raymond Bossaerts   |                       |
| Sjarel Branckaerts  |                       |
| Alex Cassiers       |                       |
| Rudi Delhem         | Bolt                  |
| Frans Maas          | Noet                  |
| Bruno Schevernels   | Noet                  |

## Lijst van afleveringen
| Nr. | Titel                 |
| --- | --------------------- |
| 01  | De Worban             |
| 02  | Finroen               |
| 03  | De grote vlijt        |
| 04  | De witte walm         |
| 05  | Een 'O' te veel       |
| 06  | De stille regen       |
| 07  | Het dolle oog         |
| 08  | De ban van de Gurwel  |
| 09  | De bloem van Tupistan |
| 10  | Duif en havik         |
| 11  | Tokanree              |
| 12  | Poeng                 |
| 13  | Torans spiegel        |

## Trivia
- Mike Verdrengh, de acteur die Timbal speelde, liep rond in een kort wit rokje, een beeld waar later lichtjes de spot mee zou worden gedreven.
- De serie werd in 1970 opgenomen bij Starigrad in het toenmalige Joegoslavië om in zo zonnig mogelijke omstandigheden te kunnen filmen.
- Hoewel er in kleur werd opgenomen, werd de serie uiteindelijk uitgezonden in zwart-wit. In een aflevering van Histories over het Vlaamse jeugdfeuilleton werden deze beelden getoond aan Verdrengh en Bisschops, die zich zeer verrast betoonden.
- Het verhaal verscheen in 1971 ook in boekvorm, van de hand van Louis De Groof. Het is een uitgave in drie delen met zwart-witfoto's uit de televisieserie. Deel 1 was getiteld Finroen, deel 2 De Maanvallei en deel 3 Het Boek der Kerten.
- De VRT bracht het verhaal in 2008 in een dvd-box in de reeks "TV Klassiekers".
- De muziek is van Pieter Verlinden, maar in sommige scènes wordt muziek van Ennio Morricone gebruikt, meer bepaald die voor de films van Sergio Leone. Het lied van de begingeneriek wordt gezongen door Della Bosiers.

## Meer informatie
- (en)   Keromar in de Internet Movie Database
- http://www.dvdinfo.be/nieuws.php?id=2975